# 고다마 레오토
고다마 레오토(일본어: 兒玉 澪王斗, 2002년 4월 24일~)는 일본의 축구 선수이다.

## 구단 경력
그는 2020년 J1리그의 사간 도스에 입단했다. 2021년 6월부터 2022년까지 J2리그의 SC 사가미하라와 레노파 야마구치 FC에서 뛰었다. 2023년 일본 풋볼 리그의 스즈카 포인트 게터스로 이적했다.